# Aktant
Termín aktant označuje v sémiotické a strukturální analýze příběhů postavu, strukturní roli (prvek) vyprávění a základ zápletky (naratologie). Koncept v různých úpravách zároveň představuje alternativu k některým nedostatkům a zatíženostem pojmu „aktéra“. Aktant se z naratologie následně rozšířil i do sociologie, kde označuje zprostředkovatele jednání a vztahuje se jak na živé, tak neživé aktéry.

## Naratologie
Algirdas Julien Greimas (1917–1992), francouzský sémiotik litevského původu, ve svém díle Strukturální sémantika (1966), popisuje různé role vyskytující se ve struktuře vyprávění: role hrdiny, záporné postavy (protivník hrdiny), či hrdinův pomocník a příjemce.
Pojem aktant zde autorovi zastupuje nejen postavu v příběhu, ale i nedílný strukturální prvek, od kterého se odvíjí celý příběh. V rámci tzv. aktančního modelu Algirdas Julien Greimas definuje tři páry modulací / vztahů:
1. Aktant – subjekt a aktant – objekt akce
2. Aktant – vysílající a aktant – přijímající informaci
3. Aktant – podporovatel a aktant – oponent volby

Na aktanty je zde nahlíženo jako na binární opozice, např. při přiřazení záporné postavy k hrdinovi či spojením draka a meče, který ho může zabít. Tyto aktanční vztahy pak bývají velmi užitečné při rekonstrukci zápletky příběhu, poskytují kontrast, nebo pomáhají stanovit v příběhu antagonistické síly.
Dle Algirdase Juliena Greimase všechny z těchto rolí, a také jejich vztahy, představují nedílnou součást každého příběhu či vyprávění. Bez přispění takových jednotlivých aktantů nemůže být příběh úplný a dějově se náležitě rozvíjet. Koncept aktantu je tak zároveň důležitý pro analýzu struktury příběhu jako jeho minimální samostatné jednotky a aplikovatelný na jakékoliv vyprávění.
Zajímavou reakci na „aktanční model“ představuje pohled francouzské filozofky Julie Kristevy. V knize Semeiotikè (z roku 1969) se autorka věnuje dynamice příběhu a uvažuje situace, kdy si objekt a subjekt mohou vzájemně vyměňovat role, stejně tak jako stoupence a odpůrce. Zároveň v určitém čase existují situace mnohonásobných překryvů. Aby se autorka vypořádala s překrývajícími se rolemi vyskytujícími se ve všech vyprávěních, možné posuny aktantů neoznačuje jako „změnu“, ale jako „přeměnu“.

## Sociologie
V sociologii se pojem aktant objevuje v rámci tzv. Actor-Network-Teorie (ANT) Michela Callona a Bruna Latoura. Aktant označuje zprostředkovatele jednání, který umožňuje vysvětlit, co nás nutí jednat, případně co ovlivňuje nějakou situaci. Teorie a její aplikace představují jednu z hlavních oblastí současné sociologie.
Autoři ANT se inspirovali vedle sémiotického (aktančního) modelu Algirda Juliena Greimase, také symbolickým interakcionismem, francouzským poststrukturalismem a teorií organizací. Tento přístup rychle překročil hranice sociologie vědy a v současnosti se uplatňuje v sociologii umění, medicíny, moci i organizací . 
Společnost a příroda (různé subjektivity a objektivity) jsou v rámci teorie sítí-aktérů studovány jako pozoruhodné efekty mísení a oddělování prvků (z hybridizace a purifikace) – a představují sítě s mnoha různými (heterogenními) elementy – aktantů. Důležitost pojmu aktant pro ANT tak tkví především v tom, že na rozdíl od jiných sociologických teorií umožňuje sloučit živé i neživé aktéry do jedné heterogenní sítě a analyzovat v rámci této sítě jejich funkce.
Latour uvádí jako ilustrativní příklad aktantu „zpomalovač“ na silnici, tzn. neživého aktéra (např. radar, nebo obrys policisty). V tomto případě je na zpomalovač přenášena funkce prostorová, neboť aktant (zpomalovač) umístěný na silnici nutí řidiče auto zpomalit, a funkce časová, jelikož je zde zpomalovač umístěn ve dne i v noci, zatímco ze scény zmizel původní aktér (inženýr, který zpomalovač navrhoval, nebo policista), a který vyžadoval, aby právě na tomto místě auta jezdila pomalu. Zpomalovač má tedy různé funkce, které ale mají rovnocenný vliv na samotné dění.

## Lingvistika
Lingvista Lucien Tesnière považoval sloveso za hlavní a nejdůležitější prvek věty v závislostní syntaxi a používal termín „aktant“ pro různé funkce (osoby), které doplňují sloveso:
1. „první aktant“ v nominativu
2. „druhý aktant“ v akuzativu
3. „třetí aktant“ v dativu

Tento koncept aktantů se podobá konceptu argumentů.
Algirdas Julien Greimas předefinoval aktanty jako 3 páry „modulací“:
1. aktant-podmět a aktant-předmět akce.
2. aktant-odesilatel a aktant-příjemce informace
3. aktant-podporovatel a aktant-protivník vůle